# Kalcium-alumínium-szilikát
A kalcium-alumínium-szilikát vagy más néven kalcium-szilikoaluminát egy az alumínium, a szilícium, és a kalcium által alkotott szervetlen vegyület. A természetben elsősorban a földpátok ásványcsoportjába sorolandó plagioklászok közé tartozó anortit fő alkotóeleme. Képlete: CaAl2Si2O8.

## Élelmiszeripari felhasználása
Élelmiszerek esetén elsősorban csomósodást gátló anyagként alkalmazzák, E556 néven. Főként szárított élelmiszerekben, valamint élelmiszerporokban fordulhat elő, bár igen ritkán alkalmazzák. 
Napi maximum beviteli mennyisége nincs meghatározva. Élelmiszerekben alkalmazott mennyiségek esetén nincs ismert mellékhatása.